# Dalbergia melanocardium
Dalbergia melanocardium är en ärtväxtart som beskrevs av Henri François Pittier. Dalbergia melanocardium ingår i släktet Dalbergia, och familjen ärtväxter. Inga underarter finns listade i Catalogue of Life.